# Eucalyptus umbra
Eucalyptus umbra är en myrtenväxtart som beskrevs av Ralph Baker. Eucalyptus umbra ingår i släktet Eucalyptus och familjen myrtenväxter. Inga underarter finns listade i Catalogue of Life.